# Kulesze Kościelne (przystanek kolejowy)
Kulesze Kościelne – przystanek osobowy w miejscowości Kulesze-Litewka na linii kolejowej nr 36, w województwie podlaskim, w Polsce.

## Ruch pasażerski
Ruch pasażerski na przystanku prowadzono w latach 1930–1934 i 1951–2000 oraz od 18 marca 2024 roku.  

## Infrastruktura
Przy przystanku w km 62,414 linii kolejowej znajdowała się strażnica przejazdowa obsługująca przejazd kolejowo-drogowy oraz kasa biletowo-bagażowa. Po likwidacji strażnicy w dniu 2 czerwca 1996 roku, aż do zawieszenia przewozów pasażerskich w roku 2000, odbywała się tam sprzedaż biletów (w ograniczonym zakresie). Budynek rozebrano w roku 2009. W roku 2014 wyremontowano nawierzchnię przejazdu w ramach przebudowy drogi powiatowej nr 2052B, a w roku 2017 zamontowano urządzenia SSP i podniesiono kategorię przejazdu z D na B.  
Na peronie znajdowała się mała wiata przystankowa, a także ustęp, które zostały rozebrane w roku 2014. W 2017 roku wyremontowano częściowo peron w związku z pracami na linii kolejowej nr 36 dla zapewnienia objazdu linii kolejowej nr 6. Kolejne prace remontowe prowadzono w 2024 roku w związku z przywróceniem ruchu pasażerskiego.
Ponadto przystanek znalazł się na liście podstawowej obiektów przewidzianych do przebudowy w ramach Rządowego Programu budowy lub modernizacji przystanków kolejowych na lata 2021–2025.